# Raptors LFA
Los Raptors LFA son un equipo mexicano de fútbol americano de la Liga de Fútbol Americano Profesional de México (LFA), fundado el 4 de noviembre de 2015 con sede en el Valle de México. Fueron uno de los 4 equipos fundadores de la liga en la temporada LFA 2016.
El la temporada 2023 jugara sus partidos como local en el Estadio José Ortega Martínez en Naucalpan de Juárez de la Universidad del Valle de México & Estadio Azulgrana  en Alcaldía Benito Juárez y sus colores tradicionales son el Verde, Amarillo y el Blanco. Competian en la División Norte de la Liga de Fútbol Americano Profesional de México (LFA), ahora juegan todos los equipos contra todos.
El equipo ha llegado en tres ocasiones al Tazón México, sin embargo aún no ha podido obtener el campeonato nacional.
Es el equipo más popular de la Liga de Fútbol Americano Profesional de México (LFA).[cita requerida]

## Historia
Raptors fue fundado el 5 de noviembre de 2015 junto con los Condors, Eagles y mayas, por lo que fueron uno de los 4 equipos fundadores de la Liga.
Para sus dos primeras temporadas los raptors Jugaron en la CDMX en el Estadio Jesús Martínez "Palillo" de la Ciudad Deportiva de La Magdalena Mixiuhca, posteriormente se mudarían a Naucalpan de Juárez.

### Raptors Coach Rafael Duk

#### Temporada 2016
En su primera campaña, el equipo terminó la temporada regular con una marca de 4-2, lo que los clasificó al Tazón México I, en el cual La Furia Verde cayo frente a los Mayas por marcador de 29-13 n el Estadio Jesús Martínez "Palillo" de la Ciudad de México, ante 3,000 aficionados.  El juego estuvo marcado por errores y castigos de la defensiva de Raptors, mientras que la ofensiva del mismo equipo hizo cuatro entregas de balón, dos intercepciones y dos fumbles, que se tradujeron en 19 puntos en contra.

#### Temporada 2017
En su segunda campaña, Raptos obtuvo una marca de 5-2 en temporada regular, clasificando a playoffs, sin embargo fueron derrotados en la final de la División Norte contra los Dinos de Saltillo que jugaban su primera temporada, por un marcador muy cerrado de 13-10 de locales en  Estadio Jesús Martínez "Palillo" de la Ciudad Deportiva de La Magdalena Mixiuhca.

### Raptors: Coach Guillermo Gutiérrez

#### Temporada 2018
En su tercera campaña el equipo se mudó al José Ortega Martínez, también conocido como el Valle Bowl en Naucalpan de Juárez.
El equipo volvió a clasificarse al Campeonato de la División Norte aun luego de tener un récord perdedor de 3-4 en temporada regular, mismo que también repitió Dinos, pero esta vez en el Estadio Olímpico de Saltillo, aun siendo así ganó Raptors por 21-6. La Furia Verde llegó al Tazón México III en el Estadio Azul de la Ciudad de México, con una asistencia récord para la LFA de 15,000 aficionados presentes, siendo favorito, pero no pudo contra la férrea defensiva de Mexicas, que los derrotó por 17-0. De esta manera Raptors sumó dos participaciones en el Tazón México para igual número de subcampeonatos.

#### Temporada 2019
En su cuarta campaña el equipo se mudó al Campo de la FES Acatlán de Naucalpan de Juárez dejando atrás el José Ortega Martínez. El equipo mexiquense terminó la temporada regular con una marca de 6-2, y a la postre coronándose como campeones de la división tras derrotar al equipo de Fundidores LFA en un juego histórico para la LFA que terminó en tiempos extra, por un marcador histórico que sumó más de 100 puntos combinados. Los Raptors volverían al Tazón México por tercera vez en su historia, esta vez enfrentando al equipo de Condors LFA en el Estadio Azul. El 12 de mayo de 2019, Donde 18,000 mil aficionados se reunieron en el previamente mencionado estadio para ser testigos del Tazón México IV. Un partido cardiaco terminó con la revisión de una jugada controversial que le dio la victoria al equipo dorado y blanco. Los Raptors se fueron con las manos vacías por tercera vez en su historia.

#### Temporada 2020
En su quinta campaña el equipo regreso al José Ortega Martínez, también conocido como el Valle Bowl en Naucalpan de Juárez.
El equipo estaba encaminado a clasificarse al Campeonato por la División Norte, con un record de 4-1, siendo el primer lugar de su división y haber ganado a dos de sus 3 rivales directos. Su única caída fue en el 'Clásico Jurásico' frente a Dinos en Saltillo, juego que se perdió por un gol de campo.
La temporada fue suspendida después de la semana 5 debido a la pandemia por Covid-19.

#### Temporada 2022
En su sexta campaña el equipo regreso al Campo de la FES Acatlán de Naucalpan de Juárez dejando atrás el José Ortega Martínez. 
El equipo estaba encaminado a clasificarse a la ronda de comodines con un récord de 4-2 quedando en 4.º lugar general recibiendo el juego de comodines frente a los Reyes de Jalisco y ganando por un claro marcador de 26-6 avanzando para enfrentarse a los Fundidores de Monterrey en el que fue un juego para la historia de la LFA, perdiendo por 30-27, eliminados en la última jugada el partido quedando 5 segundos para terminar, llamada el milagro de Monterrey.

#### Temporada 2023
En su séptima campaña y quinta del Head Coach Guillermo Gutiérrez. el equipo regreso al José Ortega Martínez, también conocido como el Valle Bowl en Naucalpan de Juárez.
Esta es considerada la peor temporada en la historia del equipo no clasificando por primera vez a unos juegos de playoffs, quedando clasificado en 7.º lugar general con un récord de 4-6, temporada marcada por inconsistencias a la ofensiva teniendo a los mejores jugadores nacionales ofensivos.
Esta temporada marcaría el final de la era del coach Guillermo Gutiérrez Valdovinos dejando un récord de temporada regular de 21-15 y en playoffs de 2-3 llegando a disputar 3 Tazones México, perdiendo todos.

## Estadísticas
| Temporada | Entrenador          | Temporada regular | Temporada regular | Temporada regular  | Postemporada | Postemporada | Postemporada                               |
| Temporada | Entrenador          | Récord            | Cociente          | Resultado          | Récord       | Cociente     | Resultado                                  |
| --------- | ------------------- | ----------------- | ----------------- | ------------------ | ------------ | ------------ | ------------------------------------------ |
| 2016      | Rafael Duk          | 4-2               | 0.666             | 2.º Liga           | 0-1          | 0.000        | Pierde ante Mayas el Tazón México I        |
| 2017      | Rafael Duk          | 5-2               | 0.714             | 1.º División Norte | 0-1          | 0.000        | Pierde ante Dinos el Campeonato Divisional |
| 2018      | Guillermo Gutiérrez | 3-4               | 0.429             | 2.º División Norte | 1-1          | 0.500        | Pierde ante Mexicas el Tazón México III    |
| 2019      | Guillermo Gutiérrez | 6-2               | 0.750             | 1.º División Norte | 1-1          | 0.500        | Pierde ante Condors el Tazón México IV     |
| 2020      | Guillermo Gutiérrez | 4-1               | 0.800             | 1.º División Norte | -            | -            | -                                          |
| 2021      | Guillermo Gutiérrez | 0-0               | 0.000             | -                  | -            | -            | -                                          |
| 2022      | Guillermo Gutiérrez | 4-2               | 0.667             | 4.º Clasificado    | 0-1          | 0.000        | Pierde ante Fundidores la Semifinal        |
| 2023      | Guillermo Gutiérrez | 4-6               | 0.400             | 7.º Clasificado    | 0-0          | 0.000        | No Clasificado                             |
| 2024      | Horacio García      | 0-0               | 0.000             | -                  | 0-0          | 0.000        | -                                          |

     Temporada Cancelada

## Rivalidades

### Raptors VsMayas
La rivalidad entre Raptors y Mayas, también llamada por algunos medios como el "clásico LFA" es una de las más relevantes entre los equipos con más afición de la Liga de Fútbol Americano Profesional de México (LFA). La gran rivalidad de estos dos equipos se gesta desde la primera temporada de la LFA (2016).
El primer enfrentamiento se dio el 21 de febrero de 2016, donde los Raptors y Mayas inauguraron la primera temporada de la LFA, juego en el que los Mayas vencieron por un marcador abultado de 34-6 en el Estadio Jesús Martínez "Palillo". En la semana 4 se llevó a cabo el segundo juego de la temporada entre estos dos equipos, donde Raptors le propinó la que fue la primera derrota del Imperio azul en la historia de la LFA por un marcador de 13-9.
El tercer duelo durante la primera temporada llegaría en el Tazón México I, en la que los Raptors caería frente a los Mayas en la primera edición del Tazón México de la LFA, al perder por 29-13 en el Estadio Jesús Martínez "Palillo" de la Ciudad de México, ante 3,000 aficionados.
Durante la segunda temporada de la LFA(2017), los equipos solo se enfrentaron en una ocasión, en el que fue el mejor juego de la temporada regular, los mayas ganaron con un marcador muy apretado, solo por 3 puntos de diferencia 34-31. se esperaba que se repitiera la final de la temporada anterior, sin embargo los Dinos de Saltillo se opusieron a que ello sucediera accediendo ellos al Tazón México II, Tazón que se llevaría Mayas.
En la temporada 3 de la LFA el juego inaugural volvió a ser un Mayas Vs Raptors, en la que los Raptors le propinaron su primera blanqueada a los Mayas, además de un marcador abultado por 32-0.
En esta temporada también se esperaba que ambos llegaran al Tazón México III, Raptors lo consiguió, sin embargo Cayeron en la final contra los Mexicas evitando levantar su primer título.

### Raptors VS Dinos
La rivalidad entre Raptors y Dinos, también llamada por algunos medios como el "clásico Jurasico" es una de las más relevantes entre los equipos con más afición de la Liga de Fútbol Americano Profesional de México (LFA). La gran rivalidad de estos dos equipos se gesta desde la segunda temporada de la LFA (2017) año es que Dinos se unió a la LFA.

## Afición

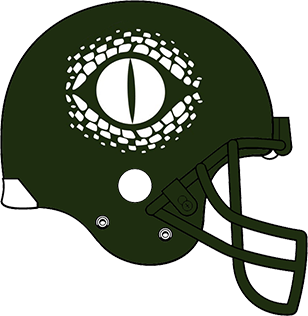
Casco Raptors

Los Raptors se caracterizan por tener una de las mejores aficiones de toda la LFA, esto se dio gracias a que el equipo siempre a competido por el título llegando a tres Tazones México y estando en pos-temporada en casi todas las ediciones desde la creación de la LFA. Lo cual hizo que la mayoría de aficionados se decidiera a seguirlos, además de tener grandes jugadores con los que la furia verde pudo identificarse.

### Apodo de la afición
- La Furia Verde: este apodo es uno de los más característicos del club Apodo utilizado desde la primera temporada del club, debido que eran uno de los equipos mas competitivos de la liga, llegando a disputar 3 Tazones México. Este también es debido al color Verde de su uniforme.

### La mascota
Desde 2016, un dinosaurio Rolo es la mascota oficial del equipo y también es el símbolo en el escudo.
Actualmente se presenta durante los partidos de los Raptors en el Estadio José Ortega Martínez

## Símbolos

### Escudo

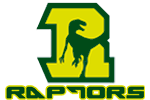
LFA logo Raptors 2019

Desde su primer partido oficial de la historia, los Raptors han mantenido el actual escudo, sin embargo ha tenido una modificación en cuanto a los colores originales. El primer diseño que portó el club fue desde su fundación hasta 2018, es la letra R en color verde con la figura de un raptor en el centro de color blanco, para la temporada 2019 hubo un rediseño en los colores cambiando la R a un color amarillo fosforescente y el raptor a un Verde oscuro, igual mente para el contorno de la figura.
Este logo no es usado en el casco de los jugadores, se optó por otra opción la cual fue hacer la simulación de un ojo de raptor en el casco, el cual fue aceptado por la mayoría de los aficionados, siendo el casco más original de la LFA.

## Jugadores

### Plantel actual
Roster de la Temporada actual
| N.°                | País                      | Posición     | Nombre              | Edad         | Equipo Colegial                              |
| Quarterbacks       | Quarterbacks              | Quarterbacks | Quarterbacks        | Quarterbacks | Quarterbacks                                 |
| ------------------ | ------------------------- | ------------ | ------------------- | ------------ | -------------------------------------------- |
| 9                  | Bandera de México         | QB           | Norman Contla       | 31 años      | Aztecas UDLAP                                |
| 12                 | Bandera de México         | QB           | Ozdi Barona         | 30 años      | Pumas Acatlán UNAM                           |
| 13                 | Bandera de México         | QB           | Bruno Márquez       | 31 años      | Pumas CU UNAM                                |
| Running Backs      |                           |              |                     |              |                                              |
| 3                  | Bandera de México         | RB           | Dan Ávila           | 35 años      | Frailes Tepeyac                              |
| 28                 | Bandera de México         | RB           | Raúl Maldonado      | 32 años      | Linces UVM                                   |
| 33                 | Bandera de México         | RB           | Edgar Arroyo        | 32 años      | Frailes U Tepeyac                            |
| 81                 | Bandera de México         | HB           | Miguel Morgado      | 33 años      | Águilas Blancas IPN                          |
| Wide Receivers     |                           |              |                     |              |                                              |
| 4                  | Bandera de México         | TE           | Humberto Noriega    | 31 años      | Aztecas UDLAP                                |
| 14                 | Bandera de México         | WR           | Luis Villegas       | 28 años      | Borregos ITESM Toluca                        |
| 15                 | Bandera de México         | WR           | Marco Camacho       | 28 años      | Borregos ITESM CEM                           |
| 16                 | Bandera de México         | WR           | Ivan García         | 37 años      | Linces UVM                                   |
| 19                 | Bandera de México         | WR           | Manuel Barrios      | 33 años      | Leones Anáhuac Norte                         |
| 22                 | Bandera de México         | TE           | Arturo Miranda      | 30 años      | Pumas CU UNAM                                |
| 29                 | Bandera de Estados Unidos | WR           | Brian Keith         | 28 años      | ASSINDIA CARDINA GFL                         |
| 80                 | Bandera de México         | WR           | Diego Yáñez         | 32 años      | Leones Anáhuac Norte                         |
| 84                 | Bandera de Japón          | WR           | Kento Suzuki        | 31 años      | Leones Anáhuac Norte                         |
| 86                 | Bandera de México         | WR           | Enrique Barraza     | 33 años      | Linces UVM                                   |
| Línea Ofensiva     |                           |              |                     |              |                                              |
| 51                 | Bandera de México         | OL           | Leonardo Galindo    | 28 años      | Borregos ITESM Toluca                        |
| 52                 | Bandera de México         | OL           | Luis Gonzalez       | 30 años      | Pumas Acatlán UNAM                           |
| 53                 | Bandera de México         | OL           | Abraham Assenato    | 33 años      | Burros Blancos IPN                           |
| 54                 | Bandera de México         | OL           | Josué Torres        | 32 años      | Borregos ITESM CEM                           |
| 58                 | Bandera de México         | OL           | Julio Nava          | 36 años      | Pumas CU UNAM                                |
| 59                 | Bandera de México         | OL           | Narciso Corona      | 29 años      | Leones Anáhuac Norte                         |
| 61                 | Bandera de México         | OL           | Mario Rodríguez     | 35 años      | Auténticos Tigres UANL                       |
| 76                 | Bandera de México         | OL           | José Corona         | 28 años      | Pumas Acatlán UNAM                           |
| 78                 | Bandera de México         | OL           | Dario Martínez      | 34 años      | Linces UVM                                   |
| Línea Defensiva    |                           |              |                     |              |                                              |
| 7                  | Bandera de México         | DL           | Oscar Meza          | 35 años      | Águilas Blancas IPN                          |
| 17                 | Bandera de México         | DL           | Francisco Espinoza  | 29 años      | Pumas CU UNAM                                |
| 43                 | Bandera de México         | DL           | Raul Arnaiz         | 34 años      | Frailes Tepeyac                              |
| 55                 | Bandera de México         | DL           | Cesar Canabal       | 34 años      | Borregos ITESM CEM                           |
| 91                 | Bandera de México         | DL           | David Casarrubias   | 31 años      | Leones Anáhuac Norte                         |
| 93                 | Bandera de México         | DL           | Pablo Casas         | 32 años      | Linces UVM                                   |
| 94                 | Bandera de México         | DL           | Juan Gonzalez       | 37 años      | Frailes Tepeyac                              |
| 95                 | Bandera de México         | DL           | Alan Retaud         | 31 años      | Frailes Tepeyac                              |
| 99                 | Bandera de México         | DL           | Carlos Valverde     | 29 años      | Aztecas UDLAP                                |
| Linebackers        |                           |              |                     |              |                                              |
| 1                  | Bandera de México         | LB           | José Meza Matus     | 38 años      | Águilas Blancas IPN                          |
| 2                  | Bandera de México         | LB           | Francisco Ramirez   | 35 años      | Burros Blancos IPN                           |
| 6                  | Bandera de México         | LB           | Gonzalo De la Rosa  | 34 años      | Linces UVM                                   |
| 26                 | Bandera de México         | LB           | Daniel Gonzalez     | 30 años      | Águilas Blancas IPN                          |
| 27                 | Bandera de México         | LB           | Michelle Pasillas   | 28 años      | Borregos ITESM CEM                           |
| 34                 | Bandera de México         | LB           | Andrés Espinoza     | 29 años      | Borregos Salvajes ITESM                      |
| 40                 | Bandera de México         | LB           | Jovanni Carrillo    | 34 años      | Águilas Blancas IPN                          |
| 50                 | Bandera de México         | LB           | Edgar White         | 35 años      | Frailes Tepeyac                              |
| Defensive Backs    |                           |              |                     |              |                                              |
| 8                  | Bandera de Estados Unidos | DB           | Karrheem Darrington | 28 años      | Bethel University                            |
| 10                 | Bandera de México         | DB           | Jordi Saldaña       | 35 años      | Archivo:LLogo del IPN.svg Burros Blancos IPN |
| 11                 | Bandera de México         | DB           | Erick Arzate        | 36 años      | Pumas CU UNAM                                |
| 18                 | Bandera de México         | SS/QB        | Raul Mateos         | 37 años      | Águilas Blancas IPN                          |
| 21                 | Bandera de México         | DB           | Jean Renaud         | 28 años      | Aztecas UDLAP                                |
| 23                 | Bandera de México         | DB           | Gustavo Oróstico    | 31 años      | Burros Blancos IPN                           |
| 25                 | Bandera de México         | DB           | Saúl Valencia       | 29 años      | Leones Anáhuac Norte                         |
| 30                 | Bandera de México         | DB           | José Rico           | 29 años      | Leones Anáhuac Norte                         |
| 37                 | Bandera de México         | FS           | Manuel Hernández    | 29 años      | Aztecas UDLAP                                |
| Equipos Especiales |                           |              |                     |              |                                              |
| 9                  | Bandera de México         | K            | Diego Carsolio      | 32 años      | Leones Anáhuac Norte                         |

### Ganadores LFA MVP
| 2017 | Bruno Marquez #12 | QB |
| 2019 | Bruno Márquez #13 | QB |

### Jugadores Drafteados CFL
| David Casarrubias | DL | Toronto Argonauts | Practice squad |

## Uniforme
El uniforme de los Raptos se caracteriza por ser uno de los mejores y más bonitos que hay dentro de la LFA, con un diseño simple en color Verde Obscuro, con amarillo fosforescente y el alternativo en Blanco, además de que en algunas ocasiones se usaron diferentes combinaciones.  

### Uniformes anteriores
- 2016-2018

Uniformes históricos
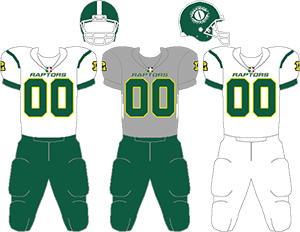
Uniformes temporada 2016-2018

- 2019

Uniformes Dicass
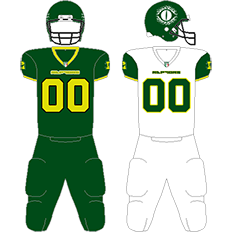
Uniformes temporada 2019
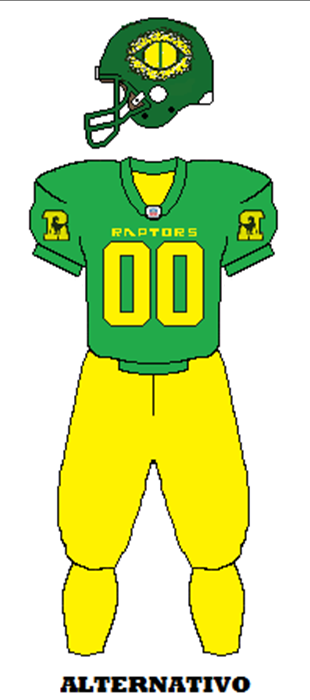
Alternativo

- 2020

Uniformes Actuales
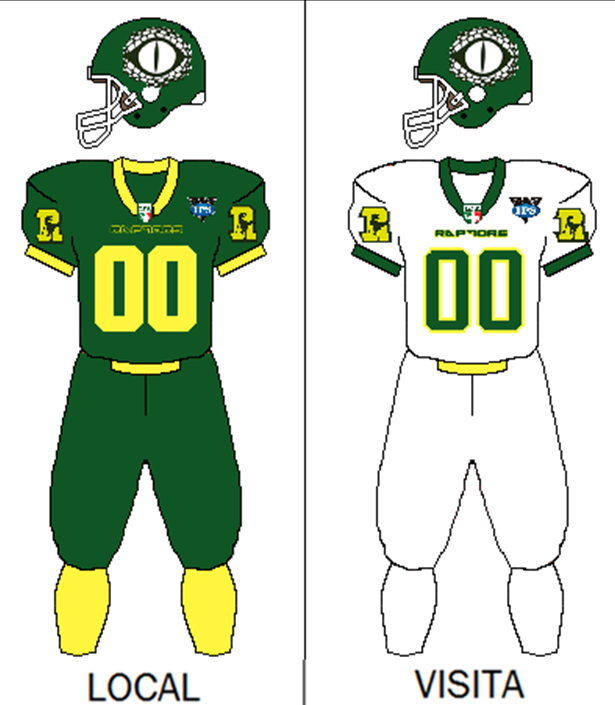
Uniformes temporada 2020

### Indumentaria
A continuación se enumeran en orden cronológico el fabricante de las indumentarias del club que ha tenido desde 2016.
| Período   | Proveedor     |
| --------- | ------------- |
| 2016–2018 | Under Armour  |
| 2019*     | Dicass Sports |
| 2020      | CDR Sports    |
| 2022-     | Dicass Sports |
| 2024      | Rayo Negro    |

En el año 2019 Dicass Sports la empresa deportiva proveerá al club de la indumentaria durante la temporada 2019, esto debido al incumplimiento de la empresa provedora de la LFA(Laufton).

## Instalaciones

### Estadio Jesús Martínez Palillo

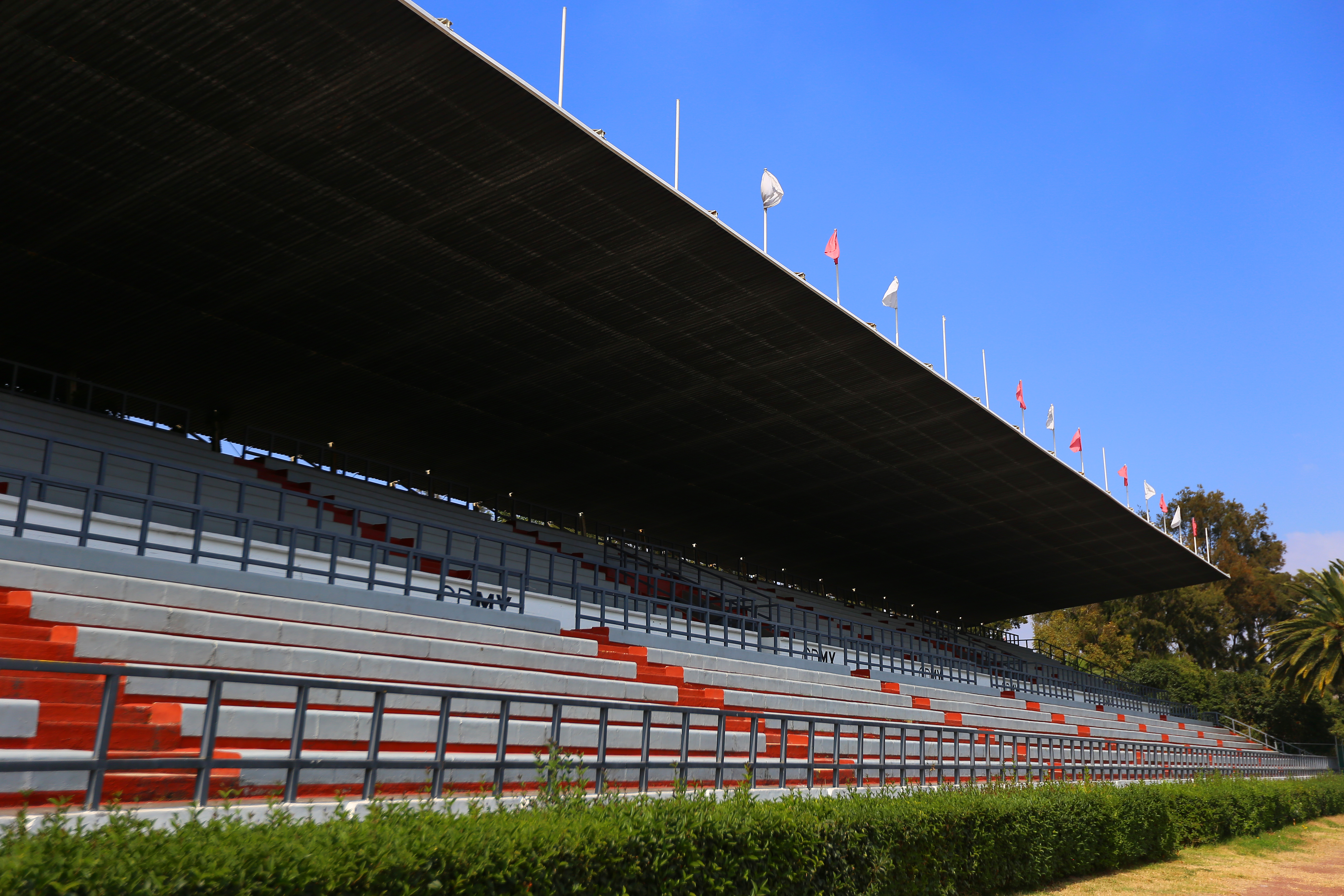
Estadio Palillo

El Estadio Jesús Martínez "Palillo" es un recinto deportivo multiusos que se encuentra ubicado en la Ciudad Deportiva Magdalena Mixhuca, en la Ciudad de México. El estadio cuenta con gradas con capacidad de 6,000 espectadores así como un palco presidencial. Lleva el nombre de su principal patrocinador financiero, el actor cómico Jesús Martínez, más conocido como "Palillo".
Fue la casa de los Raptors durante las primeras dos temporadas de la LFA, en las que llegó a la final del Tazón México y una Final divisional, haciéndose de una gran afición siendo el 2018 el año en que se mudarían aun estadio propio, que no compartirían con ningún otro equipo de la LFA.

### Estadio José Ortega Martínez

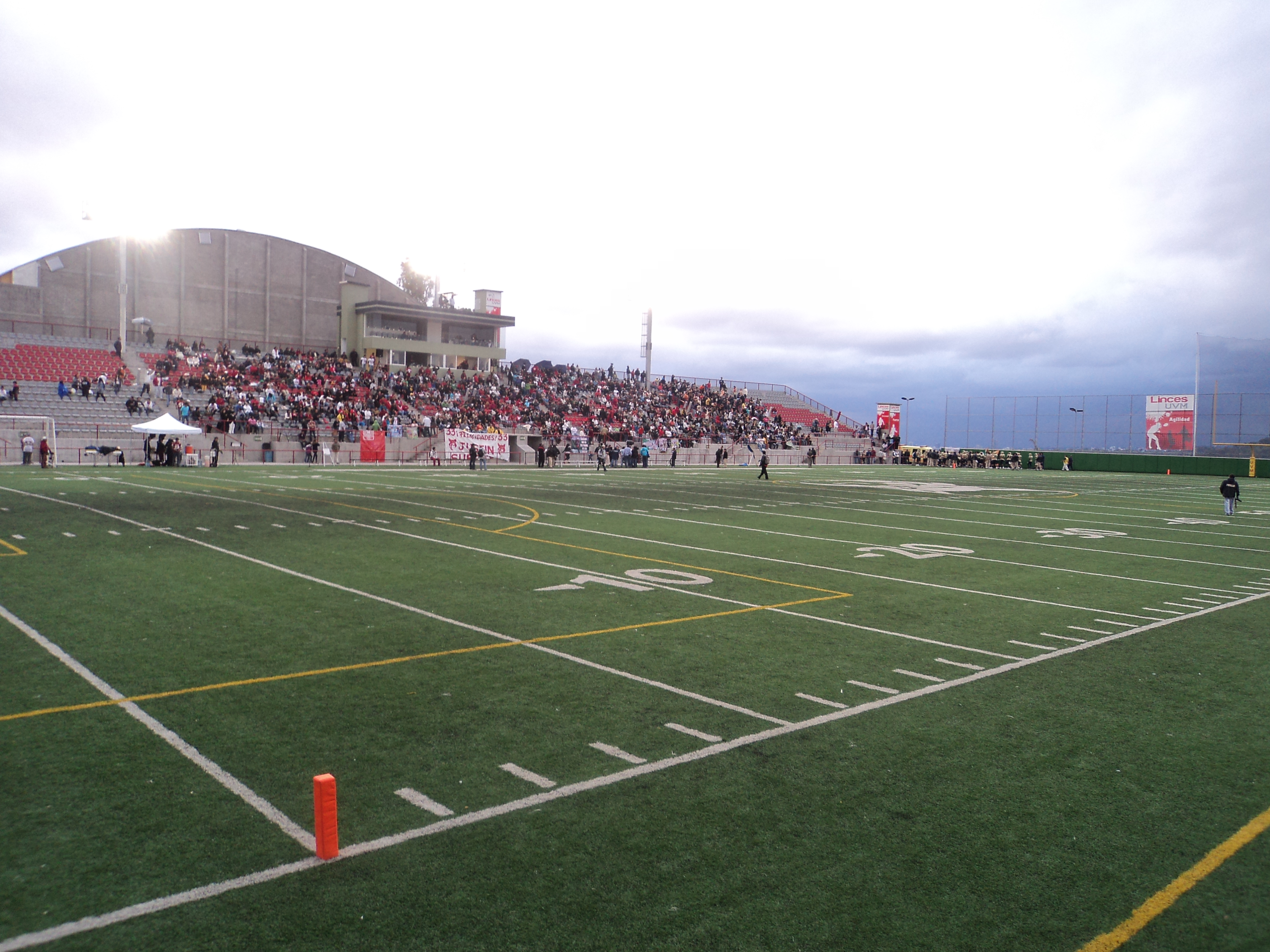
Estadio JOM

El Estadio José Ortega Martínez, también conocido como JOM o Estadio Valle Bowl, es un estadio de fútbol americano con capacidad para 3.700 personas ubicado en Naucalpan, Estado de México, dentro del campus Lomas Verdes de la Universidad del Valle de México. El estadio es la casa del equipo de fútbol americano representativo de la universidad, los Linces Lomas Verdes y en 2018 fue casa de los Raptors de Naucalpan, año en el que llegó a su segundo Tazón México.
El inmueble tuvo un costo superior a los 100 millones de pesos y fue abierto para albergar los juegos de la liga mayor de la ONEFA a partir de la temporada 2010 y en 2018 fue casa de los Raptors. El estadio cuenta con pasto sintético, butacas individuales, vestidores, baños, marcador electrónico, zona de alimentos, alumbrado de gran capacidad lumínica, además de un palco para prensa a la altura de la yarda 50.
Para la temporada 2020 los Raptros regreseran a este estadio.

### Estadio de la FES Acatlán
El Estadio de la FES Acatlán es un recinto deportivo de la universidad Nacional Autónoma de México inaugurado en 1959, con capacidad para 2.000 espectadores ubicada en el municipio de Naucalpan de Juárez, en el Estado de México,  dentro de la Facultad de Estudios Superiores Acatlán (FES Acatlán). El estadio es casa de los equipos de fútbol americano representativos de la institución: los Pumas Acatlán, en sus diversas categorías así como de los Raptors LFA.
Los Raptors anunciaron que para esta 4.ª temporada jugarían como locales en este mítico estadio, en el que no lo compartirán con nadie dentro de la LFA.